# Belonesox belizanus
El picudito (en México) o pepesca gaspar (en Costa Rica) (Belonesox belizanus) es una especie de pez actinopeterigio de agua dulce, la única especie del género Belonesox de la familia de los poecílidos.
Se comercializan para acuariofilia,. antiguamente utilizado en investigación médica.

## Morfología
Pez delgado y alargado con mandíbulas alargadas que forman un pico puntiagudo prominente, con escamas muy pequeñas y numerosas. Se han descrito capturas de 20 cm los machos y 15 cm las hembras, aunque parece ser que la longitud máxima común es de 9,7 cm.

## Distribución y hábitat
Se distribuye por ríos de América Central y América del Norte, desde la laguna San Julián al noreste de Ciudad de Veracruz (México), sur del Golfo de México, sur de Yucatán, a lo largo de la costa centroamericana, al sur de Nicaragua y hasta Costa Rica. Introducido en aguas dulces en Florida (Estados Unidos). Habita en canales de malas hierbas y tolera aguas mal oxigenadas y aguas salobres con salinidad de hasta 40 ppt, aunque prefiere el agua dulce. En Florida parece ser un caso de aclimatación local que lo hace estar muy extendido. Es Piscívoro.